# 1945 في رومانيا
فيما يلي قوائم الأحداث التي وقعت خلال عام 1945 في رومانيا.

## سياسة

### تعيين في المنصب
- 6 مارس – بيترو جروزا قائمة رؤساء وزراء رومانيا.

### انتهاء فترة المنصب
- 1 مارس – نيكولاي راديسكو قائمة رؤساء وزراء رومانيا.

## مواليد

### يناير
- 1 يناير – ماريو ليفيو

### يوليو
- 4 يوليو – أندريه سبيتزر مبارز بالسيف إسرائيلي.
- 29 يوليو – ميرتشا لوتشيسكو لاعب كرة قدم روماني.

### أغسطس
- 1 أغسطس – تودور غيورغي مغني روماني.

## وفيات

### مارس
- 3 مارس – غيورغي أفراميسكو (مواليد 1888)

### أغسطس
- 29 أغسطس – كونستانتين تاناسي (مواليد 1880)

### سبتمبر
- 26 سبتمبر – بيلا بارتوك (مواليد 1881)

### ديسمبر
- 13 ديسمبر – فريتز كلاين (مواليد 1888) طبيب عسكري روماني.